# L'Amour de l'art (livre)
L'Amour de l'art : les musées d'art européens et leur public est un ouvrage sociologique coécrit par Pierre Bourdieu et Alain Darbel, publié pour la première fois en 1966. Il s'agit d'une enquête portant sur les rapports entre la culture, en particulier l'art, et les classes sociales. Le livre examine la fréquentation des musées et analyse la manière dont les différentes catégories sociales approchent l'art.

## Résumé
L'ouvrage présente les résultats d'une enquête sur la fréquentation des musées en France, qui révèle que cette pratique est majoritairement le fait des classes cultivées, avec une forte corrélation entre le niveau d'instruction et la visite des musées. L'étude montre que, bien que l'accès aux musées soit théoriquement ouvert à tous, en réalité, seules les personnes ayant acquis un certain capital culturel y accèdent régulièrement. Le niveau d'éducation, plus que la catégorie socio-professionnelle ou l'âge, explique cette disparité dans l'appréciation et la fréquentation des musées.
Le livre critique l'idée selon laquelle la culture est accessible à tous, en soulignant que le besoin de visiter un musée n'est ressenti que par ceux qui ont été socialisés dans un environnement qui valorise la culture. Cette socialisation se fait principalement à travers l'école, qui non seulement crée ce « besoin culturel»., mais fournit également les outils nécessaires pour comprendre et apprécier les œuvres exposées. L'absence de ces outils rend l'expérience esthétique difficile, voire impossible, pour les individus n'ayant pas bénéficié de ce capital culturel.
Enfin, l'ouvrage remet en question l'idée d'une expérience esthétique innée, en affirmant que l'appréciation de l'art est le résultat d'un apprentissage. La culture fonctionne comme un code qui doit être appris pour être compris. Ainsi, les inégalités sociales se perpétuent à travers des structures culturelles qui renforcent l'exclusion des classes non cultivées. Malgré certains efforts de démocratisation culturelle, ces inégalités persistent et le livre conclut sur la nécessité d'une véritable réforme éducative pour changer la relation des individus à l'art et à la culture.

## Réception critique et influence
Les événements de mai 1968 révèlent une crise de confiance envers les musées, perçus comme des bastions de l'establishment culturel. Dans ce contexte, la critique d'art émerge comme un acteur essentiel pour légitimer les pratiques artistiques. Cet ouvrage invite à reconsidérer les circulations entre ces deux entités, remettant en question les modèles traditionnels de centre et de périphérie dans le champ artistique.
La réception de L'Amour de l'art a révélé une critique acerbe des inégalités d'accès à la culture. J.-P. Gorin dans Le Monde souligne que Bourdieu et Darbel contestent l'idée d'une culture universelle, affirmant que l'accès aux musées est en réalité conditionné par l'origine sociale et le niveau d'instruction. L'œuvre est saluée pour sa capacité à mettre en lumière les mécanismes d'exclusion qui sous-tendent l'expérience culturelle, révélant que la culture n'est pas seulement une affaire de goût, mais un héritage réservé à ceux qui possèdent les clés pour y accéder.
La sociologue Fatima Youcef écrit que « dans L’Amour de l’art, le problème de la peinture comme acte n’est pas prééminent et les discussions de stylistique ne sont pas son domaine. Bourdieu sait qu’il y a des spécialistes : il a lui-même été actif pour en introduire un en France, et non des moindres ; Erwan Panofsky et ses études iconologiques. Il sait, à ce niveau, s’en tenir à une position d’amateur ». Pour elle, ce livre nous dévoile que l’expérience des musées est un instant décisif dans la prise de conscience de ce qui se trame en matière de posture, de position, et donc d’habitus.